# Slovenská biblická společnost
Slovenská biblická společnost (SBS) je vydavatelství zaměřené na rozšiřování Bible.

## Historie
Slovenská biblická společnost je národní biblickou společností. Svou činnost zahájila v roce 1990. Patří do celosvětové rodiny Spojených biblických společností – UBS – United Bible Societies, která v současnosti sdružuje 145 společností ve více než 200 zemích světa.

## Předmět činnosti
Předmětem činnosti Slovenské biblické společnosti je hlavně:
- Šíření Božího Slova (Bible) ve slovenštině a jiných jazycích,
- Organizování a podpora překladů Bible do slovenštiny a do jiných jazyků,
- Vydávání Bible v slovenštině a jiných jazycích,
- Vydávání a šíření pomůcek pro studium Bible,
- Podpora mezikonfesijní spolupráce při překládání Bible (tzv. Ekumenické překlady),
- Realizace projektů s cílem distribuovat Boží Slovo v rámci specifických skupin obyvatelstva, např. nevidomí, slabozrací, školní děti, mládež, romská menšina a jiné,
- Zajišťování textu Písma v mateřském jazyce národnostních menšin a cizinců žijících ve Slovenské republice.

## Členové
- Apoštolská církev na Slovensku
- Bratrská jednota baptistů na Slovensku
- Církev adventistů sedmého dne
- Církev bratrská
- Evangelická církev augsburského vyznání
- Evangelická církev metodistická
- Řeckokatolická církev
- Pravoslavná církev
- Reformovaná křesťanská církev
- Římskokatolická církev